# 溧陽縣
溧阳縣，中国溧阳市旧县名，即今江苏省溧阳市前身，历史上的溧阳县还包括今天南京市高淳区和溧水区的一部分。

## 历史

### 先秦时期
商朝晚期，泰伯奔荆蛮（今苏南地区），自号句吴。溧阳境均属吴国。楚灵王三年（前538年）楚伐吴，攻克濑渚邑（位于今南京市高淳区固城镇固城遗址）。吴退迁其邑于陵平山下，改称陵平邑（今溧阳市南渡镇古城村）。9年后，楚再伐吴，攻占陵平，更名平陵。周敬王十四年（前506年），吴将伍子胥伐楚，溧阳复属吴。战国初（公元前473年），越王勾践灭吴，溧阳改属越国。楚威王七年（前333年），楚破越，溧阳复属楚国。秦始皇二十四年，秦灭楚国，次年灭越国，置会稽郡，郡治吴县，今溧阳境属秦国会稽郡。

### 秦至隋时期
秦始皇二十六年（前221年）秦统一中国，改分封制为郡县制，以楚国平陵邑辖地置溧阳县，县治仍在固城，辖今溧阳、高淳与溧水东南部，今溧阳市辖境属秦溧阳县东部地区。三国时期吴黄武元年（222年）废溧阳县，西境辟为屯田，设屯田都尉，东境（今溧阳境内）置永平县，县治在今溧阳天目湖镇古县村。西晋初（太康元年，280年）以溧阳屯田辖地复设溧阳县，县治仍旧，并改永平县为永世县。永兴元年（304年）又分永世县西境置平陵县，县治位于今溧阳市南渡镇古城村；此时永世、平陵二县同属于义兴郡（郡治阳羡县），不久重属丹阳郡。南北朝宋元嘉九年（432年）废平陵县，其东部并入永世县，西部并入溧阳县，均属丹阳尹，尹治建康（今南京市）。
隋开皇九年（589年）隋灭陈，废永世县并入溧阳县，属蒋州，州治石头城（今南京清凉山）。开皇十一年（591年），析溧阳县之西、古丹杨县之东置溧水县，县治开化城（今高淳区固城遗址以东）。次年复置永世县，县治仍旧。溧阳、永世属宣州（州治宛陵，607年改称宣城郡）。开皇十八年（598年）溧阳县并入溧水县，仍属蒋州（607年改称丹阳郡）。

### 唐以后
唐武德三年（620年）再废永世县，合溧水县东境复置溧阳县（即今溧阳市的前身），县治在今溧阳市南渡镇旧县村，属江南道扬州（州治江宁县）。武德九年（626年），丹楊、溧水、 溧阳等地改隸屬宣州。 唐天复三年（903年）县治迁今溧阳市溧城镇所在地，至今已有1100多年。元至元十四年（1277年）升为溧州，后又先后升为溧阳府、溧阳路、溧阳州。明洪武二年（1369年）废州复县，隸屬直隸（1421年改称南直隶）應天府。清雍正八年（1730年）改隸江蘇省鎮江府。
中华民国元年（1912年），南京临时政府撤道，裁府、厅、州，溧阳县直属江苏省，北洋政府时期增设道制，属江苏省金陵道（1914至1927年），1932年属江苏省第二行政督察区（简称第二区，专署驻武进县），1933年改属江苏省溧阳行政督察区（简称溧阳区，专署驻溧阳县，1936年改称第一区，1939年改属江苏省江南行署，1945年复直属江苏省，1948年移驻丹阳县）。
1949年4月25日，中国人民解放军占领溧阳，5月7日成立县人民政府，属苏南行政区武进行政分区，11月改武进分区为常州专区。1953年元旦江苏省成立，常州专区被撤销，溧阳县改属镇江专区（1958年专署迁驻常州市，改称常州专区，1959年专署驻地迁回镇江市，复名镇江专区，1970年改称镇江地区）。1983年江苏省撤销地区，实行市管县体制，溧阳县改属常州市。1990年撤县设县级溧阳市（常州市代管）。